# Tirador (atuendo gauchesco)
El tirador es una parte del atuendo tradicional del gaucho. Consiste en una lonja de cuero, a veces sobada o curtida, según el gusto del dueño. El cuero usado es generalmente de vaca, aunque puede ser también de nutria, chivo, potro o carpincho.
Suelen encontrarse innumerables adornos personalizados como trenzados [trenza patria (de nueve tientos), canasta, trenza novicia, de uno por uno, gardeñadas, entre otras], ribetes, botones, tientos lonjeados, volados, solapas, bolsillos, costuras de tiento, dependiendo de la cultura regionalista y la moda del momento.
Se ceñía a la cintura unido con un tiento de cuero, casi siempre sobrepuesto a la faja.
Sus funciones eran las del actual cinto, tales como la de sostener el chiripá, la bombacha, el arma (facón, boleadora, caronero, verijero, etc), los patacones, etc.